# Terence Morrison-Scott
Sir Terence Charles Stuart Morrison-Scott DSC FMA (24 octobre 1908 - 25 novembre 1991) est un zoologiste britannique qui est directeur du Science Museum et du British Museum (Natural History) à Londres .

## Biographie
Terence Morrison-Scott est né à Paris et fait ses études au Collège d'Eton, Christ Church, Oxford et au Royal College of Science. Il rame à Eton et à Oxford, remportant les Silver Sculls à Oxford. Il est diplômé du RCS en 1935 avec un diplôme de première classe, puis travaille brièvement comme assistant maître à Eton (1935-1936).
Morrison-Scott est nommé gardien adjoint (2e classe) au département de zoologie du British Museum (histoire naturelle) le 1er octobre 1936 . Pendant la Seconde Guerre mondiale, il est membre de la Royal Naval Volunteer Reserve et commande une flottille de péniches de débarquement de chars pendant le jour J en Normandie, obtenant la Distinguished Service Cross (DCS) . Il est promu Assistant Keeper (1re classe) en 1943. Il devient chef de la section des mammifères en 1945 et directeur scientifique en 1948. De 1956 à 1960, il est directeur du Musée des sciences . Puis à partir de 1960, il est directeur du British Museum (Natural History) jusqu'à sa retraite le 30 novembre 1968 .
Il est trésorier honoraire de la Société zoologique de Londres (1950-1976) . Il est administrateur de l'Imperial War Museum (1956-1960), il est gouverneur de l'Imperial College of Science and Technology (1956-1972) et est élu membre en 1963. Il est membre du Conseil du National Trust (1968-1983) et membre de la Commission permanente des musées et des galeries (1973-1976). Il est membre de l' Association des musées et est fait chevalier pour ses services.
Terence Morrison-Scott épouse Rita Layton en 1935.

## Ouvrages
- Liste de contrôle des mammifères paléarctiques et indiens 1758 à 1946 / par JR Ellerman et TCS Morrison-Scott. Londres : BM (NH), 1951.
- Liste de contrôle des mammifères paléarctiques et indiens 1758 à 1946 / par JR Ellerman et TCS Morrison-Scott. Londres : BM (NH), 1966.
- Une liste des mammifères britanniques [par] TCS Morrison-Scott publié à Londres, imprimé par ordre des administrateurs du British Museum, 1952.
- Mammifères d'Afrique australe, 1758–1951 : une reclassification, par JR Ellerman, TCS Morrison-Scott et RW Hayman, 1909–1973 Publié à Londres : Imprimé sur ordre des administrateurs du British Museum, 1953.